# Émile Ardolino
Emile Ardolino (Queens, 9 de maio de 1943 - Los Angeles, 20 de novembro de 1993) foi um cineasta e produtor estadunidense. É mais conhecido por seu trabalhos como diretor em Dirty Dancing (1987) e Sister Act (1992). Ele ganhou o Oscar de Melhor Documentário por seu filme He Makes Me Feel Like Dancin' (1983).
Faleceu em 1993 vítima do vírus da AIDS.

## Filmografia parcial
- He Makes Me Feel Like Dancin' (1983)
- Dirty Dancing (1987)
- Chances Are (1989)
- Three Men and a Little Lady (1990)
- Sister Act (1992)
- The Nutcracker (1993)
- Gypsy (1993)